# Leonid Buriak
Leonid Iòssipovitx Buriak (ucraïnès: Леонід Йосипович Буряк) (10 de juliol, 1953 a Odessa) és un exfutbolista i entrenador de futbol ucraïnès.
Va jugar a força clubs de l'antiga Unió Soviètica, destacant al Dynamo Kýiv. També jugà per la selecció de l'URSS, amb la qual guanyà una medalla de bronze olímpica.
Com a entrenador dirigí a FC Txornomorets Odessa, la selecció d'Ucraïna o el Dynamo Kýiv, entre d'altres. Actualment és director esportiu del Dynamo Kýiv.